# Aphonopelma texense
Aphonopelma texense là một loài nhện trong họ Theraphosidae.
Loài này thuộc chi Aphonopelma. Aphonopelma texense được Eugène Simon miêu tả năm 1891.